# Titus Curtilius Mancia
 (juin 2016).
Titus Curtilius Mancia (fl. 55-56) est un homme politique de l'Empire romain.

## Biographie
Il est consul suffect en 55 et légat d'Auguste propréteur exercitus en Germanie inférieure en 56.
Sa fille Curtilia Mancia s'est mariée avec Sextus Curvius Lucanus.